# Arquidiocese de Częstochowa
A Arquidiocese de Częstochowa (Archidiœcesis Czestochoviensis) é uma circunscrição eclesiástica da Igreja Católica situada em Częstochowa, Polônia. Seu atual arcebispo é Wacław Tomasz Depo. Sua Sé é a Catedral da Sagrada Família de Częstochowa.
Possui 312 paróquias servidas por 819 padres, abrangendo uma população de 710 125 habitantes, com 96,2% da dessa população jurisdicionada batizada (682 981 católicos).

## História
A Diocese de Częstochowa foi erigida em 28 de outubro de 1925 pelo Papa Pio XI com a bula papal Vixdum Poloniae unitas e tornou-se sufragânea da Arquidiocese de Cracóvia. A nova diocese era composta por 11 decanatos, abrangendo 126 paróquias que anteriormente pertenciam à Diocese de Włocławek, e 4 decanatos, abrangendo 45 paróquias retiradas da Diocese de Kielce. A bula papal estabeleceu a Igreja da Sagrada Família em Częstochowa como a catedral da nova diocese.
Em 5 de agosto de 1951, o capítulo da catedral foi estabelecido pela bula Peropportune sane do Papa Pio XII.
Em 25 de março de 1992, como parte da reorganização das dioceses polonesas iniciada pelo Papa João Paulo II com a bula Totus tuus Poloniae populus, a diocese de Częstochowa cedeu partes de seu território para o estabelecimento das dioceses de Gliwice, Kalisz e Sosnowiec e, ao mesmo tempo, foi elevada à categoria de arquidiocese metropolitana.

## Prelados
| #                 | Nome                          | Período    | Notas                    |
| Arcebispos        | Arcebispos                    | Arcebispos | Arcebispos               |
| ----------------- | ----------------------------- | ---------- | ------------------------ |
| 2º                | Wacław Tomasz Depo            | 2011-      | Atual                    |
| 1º                | Stanisław Nowak †             | 1992-2011  |                          |
| Bispos            |                               |            |                          |
| 4º                | Stanisław Nowak †             | 1984-1992  | Elevado a arcebispo      |
| 3º                | Stefan Barela †               | 1964-1984  |                          |
| 2º                | Zdzisław Goliński †           | 1951-1963  |                          |
| 1º                | Teodor Kubina †               | 1925-1951  |                          |
| Bispos auxiliares |                               |            |                          |
|                   | Andrzej Przybylski            | 2017-      | Atual                    |
|                   | Jan Wątroba                   | 2000-2013  | Nomeado bispo de Rzeszów |
|                   | Antoni Józef Długosz          | 1993-2016  | Bispo auxiliar emérito   |
|                   | Miłosław Jan Kołodziejczyk †  | 1978-1994  |                          |
|                   | Franciszek Musiel †           | 1966-1992  |                          |
|                   | Tadeusz Stanisław Szwagrzyk † | 1965-1992  |                          |
|                   | Stefan Bareła †               | 1961-1964  | Nomeado bispo diocesano  |
|                   | Stanisław Czajka †            | 1944-1965  |                          |
|                   | Antoni Zimniak †              | 1936-1943  |                          |